# Cirolana fluviatilis
Cirolana fluviatilis là một loài chân đều trong họ Cirolanidae. Loài này được Stebbing miêu tả khoa học năm 1902.